# Трансарктична течія

Трансарктична течія (синім) і вир моря Бофорта (помаранчевим) є провідними океанськими течіями у Північному Льодовитому океані

Трансарктична течія — провідна океанічна течія Арктичного океану, транспортує морський лід з моря Лаптєвих та Східносибірського моря до протоки Фрама. Дрейфові експерименти з суднами Фрам або Тара показали, що дрейф триватиме від двох до чотирьох років.
В 1937 році Петро Ширшов на радянській полярній станції Північний полюс-1 описав цей дрейф. Течія прямує двома основними маршрутами в північну частину Атлантичного океану зі швидкістю близько 2,4 км на день (від 2 до 10 см на секунду).
Перетинає океан широкою смугою, в межах якої розташований Північний полюс, з району шельфу Чукотського і Східносибірського морів до північного узбережжя Гренландії, визначаючи загальний напрям дрейфу криги в океані. Народжена течія вітрами, що виникають під впливом Північноатлантичної та Арктичної осциляції і стоком річок Сибіру, що переповнюють океанічний басейн. Її продовженням є Східногренландська течія (20 см/с в протоці Фрама, близько 40 см/с на південь від Ісландії).